# Nuoto ai campionati mondiali di nuoto 2023 - 1500 metri stile libero femminili
La gara di nuoto dei 1500 metri stile libero femminili dei campionati mondiali di nuoto 2023 è stata disputata il 24 e il 25 luglio 2023 presso il Marine Messe Fukuoka di Fukuoka. Vi hanno preso parte 31 atleti provenienti da 23 nazioni.
La competizione è stata vinta dalla nuotatrice statunitense Katie Ledecky, mentre l'argento e il bronzo sono andati rispettivamente all'italiana Simona Quadarella e alla cinese Li Bingjie.

## Podio
| Posizione | Atleta            | Nazionalità |
| --------- | ----------------- | ----------- |
| Oro       | Katie Ledecky     | Stati Uniti |
| Argento   | Simona Quadarella | Italia      |
| Bronzo    | Li Bingjie        | Cina        |

## Programma
| Data           | Ora (UTC+9) | Turno    |
| -------------- | ----------- | -------- |
| 24 luglio 2023 | 11:55       | Batterie |
| 25 luglio 2023 | 20:02       | Finale   |

## Record
Prima della competizione il record del mondo e il record dei campionati erano i seguenti:
| Record mondiale       | 15'20"48 | Katie Ledecky Stati Uniti | 16 maggio 2018 Indianapolis, Stati Uniti |
| Record dei campionati | 15'25"48 | Katie Ledecky Stati Uniti | 4 agosto 2015 Kazan', Russia             |

Nel corso della competizione non sono stati migliorati.

## Risultati

### Batterie
| Pos. | Batteria | Corsia | Atleta                     | Nazionalità   | Tempo    | Note             |
| ---- | -------- | ------ | -------------------------- | ------------- | -------- | ---------------- |
| 1    | 4        | 4      | Katie Ledecky              | Stati Uniti   | 15'41"22 | Q                |
| 2    | 4        | 3      | Simona Quadarella          | Italia        | 15'55"05 | Q                |
| 3    | 4        | 5      | Lani Pallister             | Australia     | 15'58"11 | Q                |
| 4    | 3        | 5      | Li Bingjie                 | Cina          | 15'58"81 | Q                |
| 5    | 3        | 2      | Isabel Marie Gose          | Germania      | 15'59"67 | Q                |
| 6    | 4        | 6      | Anastasija Kirpičnikova    | Francia       | 16'00"40 | Q                |
| 7    | 3        | 4      | Katie Grimes               | Stati Uniti   | 16'01"47 | Q                |
| 8    | 4        | 7      | Beatriz Dizotti            | Brasile       | 16'01"95 | Q,               |
| 9    | 3        | 3      | Moesha Johnson             | Australia     | 16'05"01 |                  |
| 10   | 4        | 1      | Kristel Köbrich            | Cile          | 16'11"25 |                  |
| 11   | 3        | 6      | Gao Weizhong               | Cina          | 16'12"94 |                  |
| 12   | 3        | 9      | Emma Finlin                | Canada        | 16'15"77 |                  |
| 13   | 4        | 0      | Yukimi Moriyama            | Giappone      | 16'18"66 |                  |
| 14   | 2        | 1      | Gan Ching Hwee             | Singapore     | 16'20"88 | Record nazionale |
| 15   | 4        | 9      | Ángela Martínez            | Spagna        | 16'24"38 |                  |
| 16   | 2        | 4      | Caitlin Deans              | Nuova Zelanda | 16'24"56 |                  |
| 17   | 3        | 1      | Eve Thomas                 | Nuova Zelanda | 16'24"88 |                  |
| 18   | 2        | 5      | Alisée Pisane              | Belgio        | 16'25"15 |                  |
| 19   | 4        | 2      | Viktória Mihályvári-Farkas | Ungheria      | 16'25"16 |                  |
| 20   | 3        | 0      | Tamila Holub               | Portogallo    | 16'30"39 |                  |
| 21   | 3        | 7      | Viviane Jungblut           | Brasile       | 16'30"99 |                  |
| 22   | 2        | 6      | Nóra Fluck                 | Ungheria      | 16'34"63 |                  |
| 23   | 3        | 8      | Paula Otero                | Spagna        | 16'38"73 |                  |
| 24   | 4        | 8      | Merve Tuncel               | Turchia       | 16'39"30 |                  |
| 25   | 2        | 2      | Imani de Jong              | Paesi Bassi   | 16'51"22 |                  |
| 26   | 2        | 7      | Han Da-kyung               | Corea del Sud | 17'01"57 |                  |
| 27   | 1        | 4      | María Bramont-Arias        | Perù          | 17'04"19 |                  |
| 28   | 2        | 3      | Diana Durães               | Portogallo    | 17'05"18 |                  |
| 29   | 1        | 5      | Diana Taszhanova           | Kazakistan    | 17'09"98 |                  |
| 30   | 2        | 8      | Võ Thị Mỹ Thiện            | Vietnam       | 17'25"13 |                  |
| 31   | 1        | 3      | Malak Meqdar               | Marocco       | 17'46"69 |                  |

### Finale
| Pos.    | Corsia | Atleta                  | Nazionalità | Tempo    | Note |
| ------- | ------ | ----------------------- | ----------- | -------- | ---- |
| Oro     | 4      | Katie Ledecky           | Stati Uniti | 15'26"27 |      |
| Argento | 5      | Simona Quadarella       | Italia      | 15'43"31 |      |
| Bronzo  | 6      | Li Bingjie              | Cina        | 15'45"71 |      |
| 4       | 7      | Anastasija Kirpičnikova | Francia     | 15'48"53 |      |
| 5       | 3      | Lani Pallister          | Australia   | 15'49"17 |      |
| 6       | 2      | Isabel Marie Gose       | Germania    | 15'54"58 |      |
| 7       | 8      | Beatriz Dizotti         | Brasile     | 16'03"70 |      |
| 8       | 1      | Katie Grimes            | Stati Uniti | 16'04"21 |      |